# Семиволос, Владлен Станиславович
Владле́н Станисла́вович Семиволо́с (род. 27 ноября 1961, Москва) — советский, российский дипломат. Чрезвычайный и полномочный посол в Уганде с 1 сентября 2021 года.

## Биография
Окончил Московский государственный институт международных отношений (МГИМО) МИД СССР (1983). Владеет английским, индонезийским и малайским языками. На дипломатической работе с 1983 года.
- В 1985—1989 годах — секретарь-референт Посольства СССР в Сингапуре.
- В 1995—1998 годах — первый секретарь Посольства России в Индонезии.
- В 2001—2004 годах — советник Посольства России в Индонезии.
- В 2004—2007 годах — начальник отдела в Департаменте стран АСЕАН и общеазиатских проблем МИД России.
- В 2007—2011 годах — советник-посланник Посольства России в Камбодже.
- С мая 2011 по январь 2015 года — заместитель директора Департамента азиатского и тихоокеанского сотрудничества МИД России.
- С 30 января 2015 по 26 июня 2019 года — чрезвычайный и полномочный посол Российской Федерации в Брунее[1][2].
- С сентября 2019 по август 2021 года — заместитель директора Департамента азиатского и тихоокеанского сотрудничества МИД России.
- С 1 сентября 2021 года — чрезвычайный и полномочный посол Российской Федерации в Уганде[3].
- С 4 октября 2021 года — чрезвычайный и полномочный посол Российской Федерации в Южном Судане по совместительству[4].

## Награды
- Почётный работник Министерства иностранных дел Российской Федерации (2021)
- Почётная грамота Министерства иностранных дел Российской Федерации (2011)
- Медаль «За укрепление боевого содружества» (Минобороны России) (2018)

## Дипломатический ранг
- Чрезвычайный и полномочный посланник 2 класса (1 июня 2009)[5].
- Чрезвычайный и полномочный посланник 1 класса (28 декабря 2018)[6].
- Чрезвычайный и полномочный посол (12 сентября 2022)[7].

## Семья
Сын советского дипломата Станислава Семиволоса. Женат, имеет дочь.